# Bierwurst

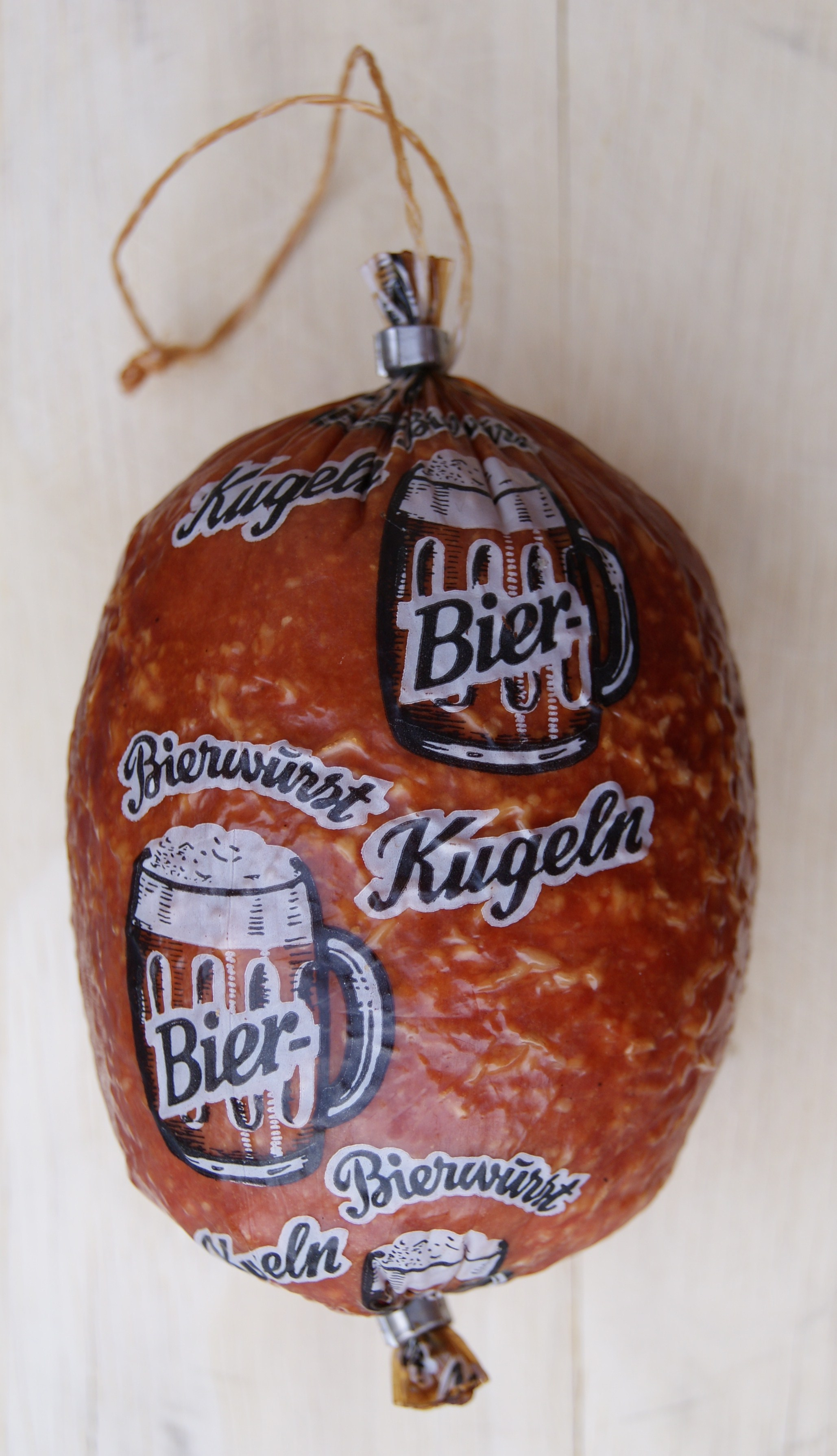
Bierwurst

Bierwurst ist eine Brühwurst mit grober Fleischeinlage. Der Name weist auf den typischen Verzehr beim Genuss von Bier hin, nicht auf eine Verwendung von Bier als Zutat. Wegen der früher dafür als Wursthülle verwendeten Harnblase des Schweins wird sie auch als Blasenwurst bezeichnet. Ebenso leitet sich die typische Kugelform von diesem Organ ab. Alternativ dazu werden zur Wurstherstellung auch Därme mit großem Durchmesser verwendet.
Die Wurst besteht aus Rindfleisch und Schweinefleisch (Muskelfleisch, Schweinebauch und Speck). Die typischen Gewürze sind Nitritpökelsalz, Pfeffer, Muskat, Koriander, Weingeist, Senfkorn, Knoblauch und ggf. Farbstabilisator. Zur Vorbereitung werden Rindfleisch und Schweinebauch mit Eisschnee im Kutter zu feinem Brät zerkleinert. Gleichzeitig wird das Muskelfleisch in grobe Stücke (10 mm Körnung) gewolft. Anschließend werden zerkleinerter Speck und Muskelfleisch zum Brät hinzugefügt und alles weiter zerkleinert, bis sich eine gleichmäßige Masse gebildet hat, in der Fleisch und Speck noch erkennbar sind. Die Zugabe von bis zu 20 % Eisschnee ist herstellungsbedingt, da ansonsten die Wurst einen unerwünschten Fettrand erhält. Die entstehende Masse wird in Därme oder Blasen gefüllt und bis zu 2 Stunden gegart.

## Varianten

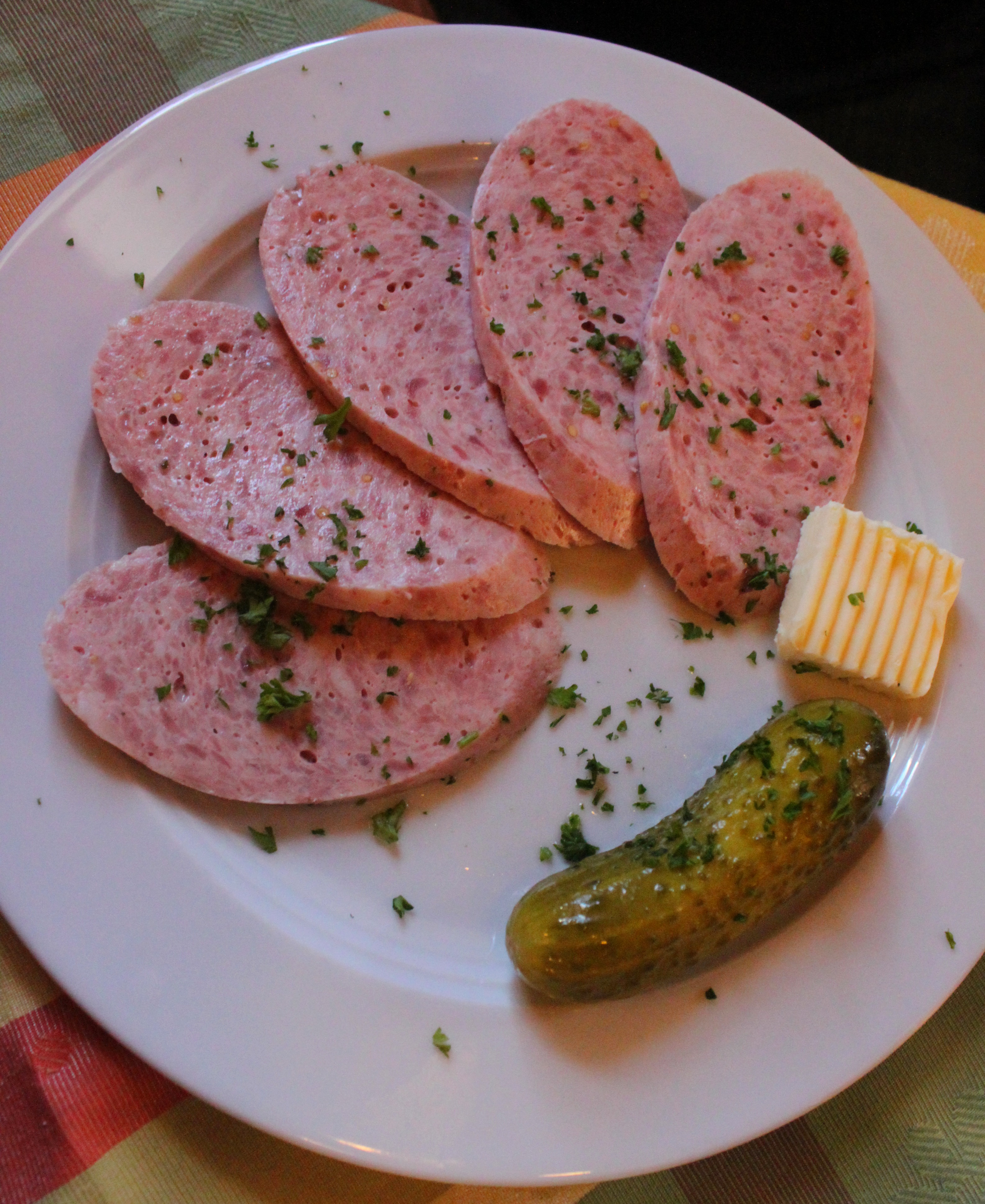
Göttinger

Eine weit verbreitete Variante ist die Göttinger Bierwurst, sie wird auch als Göttinger Blasenwurst (verkürzt Göttinger) und als Kochsalami bezeichnet. Für die Herstellung wird gepökeltes Schweinefleisch verwendet, das mit Rindfleischbrät und Eisschnee zu einer grob gekörnten Masse verarbeitet wird. Typische Gewürze sind dabei neben Pökelsalz, Pfeffer, Muskat und Koriander mit Rum aromatisierter Knoblauch und Kümmel.
Für Bierwurst Ia wird neben Rindfleischbrät nur Muskelfleisch vom Schwein und Speck verwendet, auf den Einsatz von Eisschnee wird verzichtet, darum ist der Gelee- oder Fettrand hierbei ein Produktmerkmal, kein Mangel. 
Für die im Handel verbreitete Variante Bayerische Bierwurst werden keine Senfkörner verwendet, dafür wird mit mehr Knoblauch gewürzt. Eine andere Rezeptur für Bayerische Bierwurst besteht aus Schweine- und Rindfleisch sowie Herz. Zur Herstellung von Bierwurst werden zunächst frisches, grob zerkleinertes, fettes Schweinefleisch und Bauchspeck, dunkles Rindfleisch und Schweine- oder Rinderherz getrennt für ein bis zwei Tage gepökelt. Anschließend werden die Zutaten weiter zerkleinert, Rindsbrät und Gewürze wie Senfkörner, Knoblauch und Muskat hinzugegeben, alles noch einmal zerkleinert und vermischt und die Masse in Kalbsblasen gefüllt. Schließlich werden die Würste kurz getrocknet, geräuchert und gebrüht.